# Droupadi Murmu
Draupadi Murmu (Mayurbhanj, 20 de juny de 1958) és una política i líder tribal índia, actual presidenta de la República de l'Índia; assumí el càrrec el 25 de juliol de 2022. És membre del Bharatiya Janata Party (BJP) i anteriorment va exercir com a novena governadora de Jharkhand, de 2015 a 2021.
És líder tribal de l'estat d'Odisha. Va ser la candidata presidencial del BJP per a les eleccions de 2022, sent electa amb el 71,8 % dels vots.
És la primera dona governadora de Jharkhand a completar el mandat de cinc anys i la primera líder tribal a ser electa per al càrrec de presidenta de l'Índia.

## Biografia
Draupadi Murmu va néixer el 20 de juny de 1958 al llogaret de Baidaposi del districte de Mayurbhanj a Odisha; filla de Biranchi Narayan Tudu. Pertany a la comunitat Santal. Tant Tudu com el seu avi eren caps de llogaret sota el sistema Panchayati Raj.
Abans d'entrar en política, va treballar com a assistent junior al Departament d'Energia i Reg de l'Estat de 1979 a 1983, i després com a professora al Centre d'Educació Integral Sri Aurobindo a Rairangpur fins a 1997.
Murmu va ser escollida com a consellera de Rairangpur Nagar Panchayat el 1997. També va exercir com a vicepresidenta tribal del BJP.
Durant el govern de coalició del BJP i Biju Janata Dal a Odisha, va ser Ministra d'Estat amb càrrec independent de Comerç i Transport del 6 de març de 2000 al 6 d'agost de 2002 i Desenvolupament de Recursos Pesquers i Animals del 6 d'agost de 2002 al 16 de maig de 2004. Fou ministra d'Odisha i MLA de la circumscripció de l'assemblea de Rairangpur en els anys 2000 i 2004. L'Assemblea Legislativa de Odisha li va atorgar el premi Nilkantha el 2007.
Va ser la primera dona governadora de Jharkhand. Va ser la primera dona líder tribal d'Odisha a ser nomenada governadora en un estat indi.
Va ser la candidata de l'Aliança Democràtica Nacional per a les eleccions a la presidència de l'Índia de 2022. Es preveu que assumeixi el càrrec el 25 de juliol de 2022. Durant la seva campanya electoral, Murmu va visitar diversos estats buscant suport per a la seva candidatura. Diversos partits de l'oposició com JMM, BSP, Shiv Sena, entre d'altres, van anunciar el seu suport a la seva candidatura abans de les votacions.
El 21 de juliol de 2022, Murmu va aconseguir una còmoda majoria a les eleccions presidencials de 2022 derrotant al candidat de l'oposició Yashwant Sinha, amb 676.803 vots electorals (64,03% del total) en 21 dels 28 estats (inclòs el territori de la unió de Pondicherry) per convertir-se en la 15a Presidenta de l'Índia.

## Vida privada
Draupadi Murmu va estar casada amb Shyam Charan Murmu, un banquer que va morir el 2014. La parella va tenir dos fills, tots dos morts, i una filla. Murmu s'associa espiritualment amb el Brahma Kumaris.